# Katrin Borchert
Katrin Borchert (n. 4 noiembrie 1969, Waren, Republica Democrată Germană, Germania) este o canoistă ce a reprezentat Germania, medaliată olimpică. A participat la 3 ediții ale Jocurilor Olimpice (1992, 1996, 2000) în care a câștigat o medalie de argint și două medalii de bronz.